# Stylosomus arnoldi
Stylosomus arnoldi es una especie de insecto coleóptero de la familia Chrysomelidae.
Fue descrita científicamente en 2006 por Warchalowski.